# Jan Merlin
Jan Merlin (született Jan Wasylewski) (New York, 1925. április 3. – Los Angeles, Kalifornia, 2019. szeptember 20.) amerikai színész.

## Filmjei
Mozifilmek
- Ők! (Them!) (1954)
- Six Bridges to Cross (1955)
- Big House, U.S.A. (1955)
- Illegal (1955)
- Running Wild (1955)
- A Day of Fury (1956)
- Screaming Eagles (1956)
- A Strange Adventure (1956)
- The Peacemaker (1956)
- Woman and the Hunter (1957)
- Cole Younger, Gunfighter (1958)
- Hell Bent for Leather (1960)
- Adrian Messenger listája (The List of Adrian Messenger) (1963)
- Gunfight at Comanche Creek (1963)
- Guns of Diablo (1964)
- The Oscar (1966)
- A Valentin-napi mészárlás (The St. Valentine's Day Massacre) (1967)
- Strategy of Terror (1969)
- Fogd a pénzt és fuss! (Take the Money and Run) (1969)
- The Twilight People (1972)
- The Slams (1973)
- I Escaped from Devil's Island (1973)
- The Hindenburg (1975)
- The Last Song (1988)
- Nowhere to Run (1989)
- Time Trackers (1989)
- Silk 2 (1989)

Tv-filmek
- Élve eltemetve (Buried Alive) (1990)
- Az elveszett gyermek (A Child Lost Forever: The Jerry Sherwood Story) (1992)

Tv-sorozatok
- Tom Corbett, Space Cadet (1951–1954, 30 epizódban)
- The Rough Riders (1958–1959, 39 epizódban)
- Perry Mason (1958–1961, két epizódban)
- Laramie (1960–1963, hat epizódban)
- Hosszú forró nyár (The Long, Hot Summer) (1966, egy epizódban)
- Tarzan (1966, egy epizódban)
- Támadás egy idegen bolygóról (The Invaders) (1968, egy epizódban)
- Mission: Impossible (1969–1971, két epizódban)
- Mannix (1970, egy epizódban)
- A farm, ahol élünk (Little House on the Prairie) (1974, egy epizódban)
- Meghökkentő mesék (Tales of the Unexpected) (1977, egy epizódban)
- A szupercsapat (The A-Team) (1985, egy epizódban)
- Dallas (1989, egy epizódban)